# Mortimer Wheeler

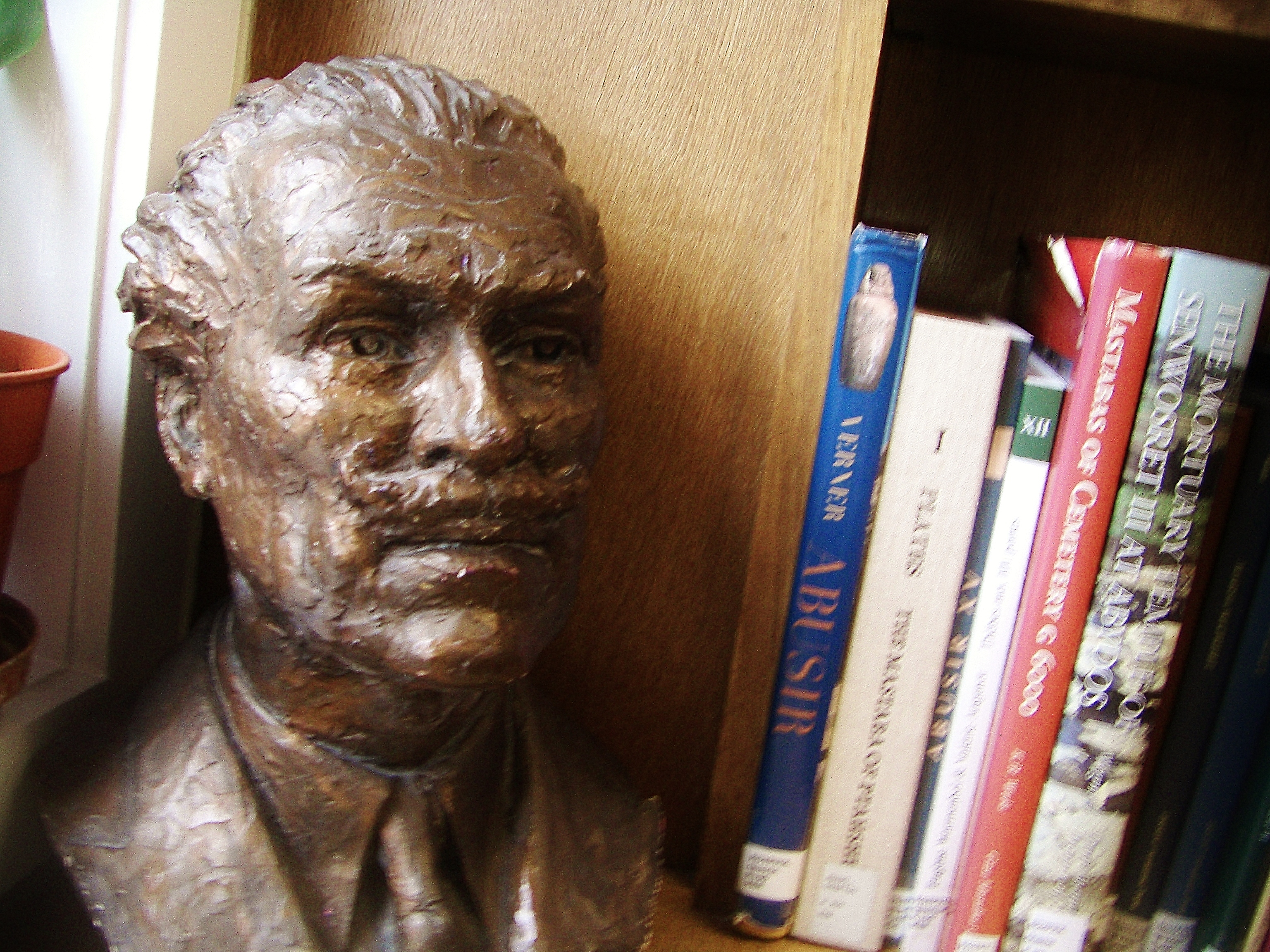
Mortimer Wheeler

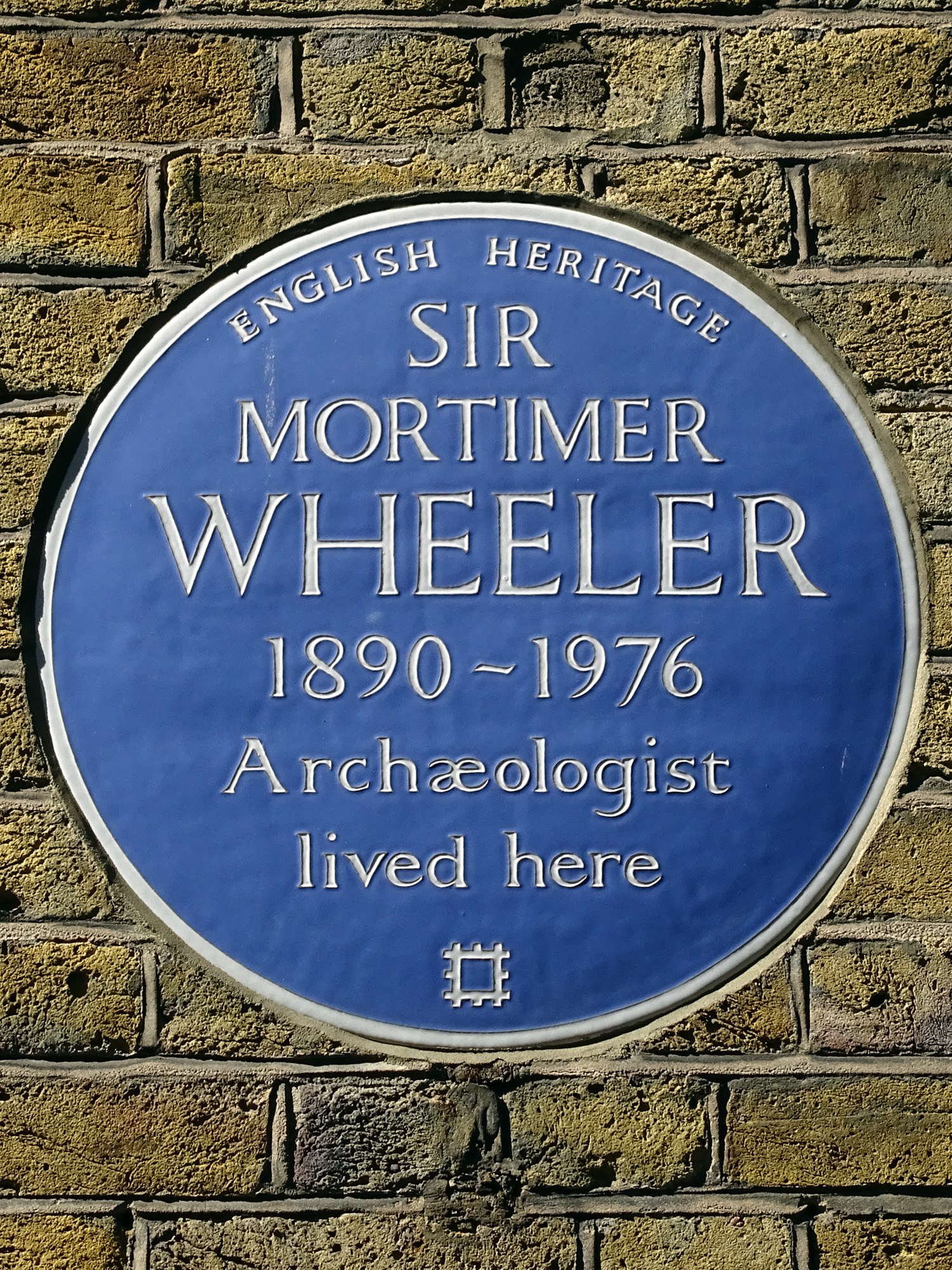

Sir Robert Eric Mortimer Wheeler (* 10. September 1890 in Glasgow; † 22. Juli 1976 in London) war ein britischer Archäologe und einer der wichtigsten Erforscher der Indus-Kultur.

## Leben und Wirken
Mortimer Wheeler war schon als Kind und Jugendlicher musisch begabt, zeichnete und schrieb. An der Kunstakademie London stellte er jedoch schnell fest, dass er nicht für eine künstlerische Karriere geeignet war. Es dauerte längere Zeit, bis er sich für eine archäologische Karriere entschied. Er studierte Classical Studies am University College London und erlangte 1912 seinen Magister. Danach arbeitete er zunächst für die Royal Commission of Historical Monuments und knüpfte ab 1913 Kontakte zu allen wichtigen Archäologen seines Landes. Als Inhaber eines von Arthur Evans gestifteten Stipendiums, das dieser aus eigenen Mitteln noch verdoppelte, bereiste er das Rheinland, um Keramik zu zeichnen. 1914 heiratete er Tessa Verney, die seine Arbeit von nun an maßgeblich unterstützte. Ihr Sohn Michael kam ein Jahr später zur Welt. Auch darüber hinaus änderte sich sein Leben. Er wurde wegen des Ersten Weltkriegs zur britischen Armee einberufen. Zunächst war Wheeler nur als Ausbilder bei der Artillerie in England im Einsatz. Gegen Ende des Kriegs wurde er an die französische Front versetzt und erlebte dabei einige der schlimmsten Momente des Krieges. Anders als vielen anderen Soldaten bereitete ihm das Erlebte später keine nennenswerten Probleme, im Gegenteil: Er erinnerte sich wohl gerne an diese Zeit, vor allem, da er als Offizier Freude am Kommandieren hatte. Während des Kriegs machte er in Belgien, Nordfrankreich und im Rheinland weitere Fundaufnahmen. Mit seinen Aufzeichnungen war die Dissertation fast komplett und kurz nach dem Krieg wurde Wheeler promoviert. Zudem schrieb er schnell und gezielt ein Buch über das prähistorische und römische Wales.
1920 wurde Wheeler Direktor des National Museum of Wales. In der ersten Zeit campierte er mit seiner Frau auf Feldbetten im Museum, das er von Grund auf neu ordnete. In Segontium führte er erste eigene Ausgrabungen durch. In dieser Zeit fing er auch an die Presse zu nutzen. Für eine geplante Ausgrabung in Caerleon, einer römischen Siedlung, brachte er das Gerücht von König Artus und dessen Tafelrunde in Umlauf, was eine nennenswerte Presseresonanz nach sich zog. Da er 1926 zum Direktor (keeper) des Museum of London berufen wurde, konnte er diese Grabung jedoch nicht durchführen und seine Frau Tessa sprang für ihn als Leiterin ein. Dennoch führte er während seiner Tätigkeit zahlreiche Grabungen in Großbritannien durch, unter anderem in Maiden Castle. Immer wieder hatte Wheeler kleine Affären. Als seine Frau 1936 bei einer Operation starb, war er mit weiblicher Begleitung in Palästina und Ägypten und erfuhr erst bei seiner Rückkehr aus der Zeitung von Tessas Tod. Obwohl er seine wichtigste Vertraute und Mitarbeiterin verloren hatte, setzte er seine Karriere weiter fort und wurde immer mehr zum Liebling der Presse. Während des Zweiten Weltkriegs kämpfte er in verschiedenen Einheiten.
1944 zog Wheeler sich aus der Armee zurück, schied aus der Leitung des Museum of London, das er wie schon zuvor das Waliser Nationalmuseum von Grund auf neu ordnete, aus und wurde im Alter von 54 Jahren Direktor des Archaeological Survey of India. Hier hob er sich vor allem durch Ausgrabungen in Mohenjo-Daro hervor. Er half unter anderem bei der Einrichtung des National Museum of Pakistan in Karatschi. 
Auf seinen Grabungen belebte Wheeler alte und schon fast wieder vergessene Grabungstechniken von Augustus Pitt Rivers wieder, wozu unter anderem die Unterteilung eines Grabungsfeldes in Planquadrate gehörte. Diese Methoden verfeinerte er mit seiner Frau und Kathleen Kenyon später noch und sie ging als Wheeler-Kenyon-Methode in die Archäologie ein. Er stand damit im Gegensatz zu den Methoden, die etwa Gerhard Bersu vertrat, der in seinen Plänen beispielsweise auf Trennlinien in den Schichten verzichtete. Diese Schichteinteilungen waren jedoch schon Interpretationen, die aus einem objektiven Plan ein bereits interpretiertes Dokument machten. Max Mallowan sprach voller Hochachtung von Wheeler, der jedoch neben seiner Untreue auch andere charakterliche Schwächen hatte. Er benutzte Menschen und ließ sie fallen, wenn er sie nicht mehr benötigte, und war in seinem Urteil oft gnadenlos. Der Presse gegenüber war er ein notorischer Selbstdarsteller. Dennoch liegt sein Verdienst vor allem darin, die Archäologie zum Teil des Bewusstseins weiter Bevölkerungsteile zu machen, während die praktische Arbeit wohl eher von seiner Frau geleistet worden war.
Ab 1933 war er korrespondierendes Mitglied des Deutschen Archäologischen Instituts. 1941 wurde er zum Mitglied (Fellow) der British Academy gewählt. 1954 wurde er für seine Verdienste als Archäologe geadelt.

## Veröffentlichungen (Auswahl)
- The excavation of Maiden Castle, Dorset, Second interim report. In: The Antiquaries Journal. Band 16, Nummer 3, 1936, S. 265–283, doi:10.1017/S0003581500027761.
- Archaeology from the earth. Clarendon Press, Oxford 1954, (Deutsch: Moderne Archäologie. Methoden und Technik der Ausgrabung. Rowohlt, Reinbek bei Hamburg 1960).
- Five thousand years of Pakistan. An archaeological outline. Royal India & Pakistan Society, London 1950.
- Roman art and architecture. Thames and Hudson, London 1964, (Deutsch: Römische Kunst und Architektur. Droemer/Knaur, München u. a. 1969).
- Civilizations of the Indus Valley and beyond. Thames and Hudson, London 1966.
- Flames Over Persepolis. Turning-Point in History. Weidenfels and Nicholson, London 1968, (Deutsch: Flammen über Persepolis. Alexander der Große und Asien. Propyläen, Berlin u. a. 1969).